# Leucoloma herzogii
Leucoloma herzogii är en bladmossart som beskrevs av Brotherus 1910. Leucoloma herzogii ingår i släktet Leucoloma och familjen Dicranaceae. Inga underarter finns listade i Catalogue of Life.